# Biserica „Sfânta Cruce” din Odobești
Biserica „Sfânta Cruce” din Odobești este un ansamblu de monumente istorice aflat pe teritoriul orașului Odobești. În Repertoriul Arheologic Național, monumentul apare cu codul 175028.05.

Ansamblul este format din trei monumente:
- Biserica „Sfânta Cruce” (cod LMI VN-II-m-A-06537.01)
- Turn clopotniță (cod LMI VN-II-m-A-06537.02)
- Zid de incintă (cod LMI VN-II-m-A-06537.03)

## Biserica „Sfânta Cruce”
Ansamblul Bisericii „Sfânta Cruce”, monument istoric si de arhitectura cod LMI VN-II-a-A-06537 este compus din cladirea bisericii, turnul clopotnita si zidul de incinta. Constructiile au fost realizate în anul 1832, apartinând ca imagine generala obiectivelor de cult moldovenesti, adapostind în incinta si un cimitir, ce se poate caracteriza prin echilibrul raporturilor volumetrice, cu fatade ce reflecta curente de influenta româneasca. Din ansamblul initial al bisericii se mai pastreaza astazi turnul clopotnita si portiuni ale zidului de incinta. De dimensiuni reduse, biserica pastreaza forma originala cu plan de tip triconc. Deasupra accesului este amplasat un fronton amplu, arcuit, marcat de profilaturi în relief. Opera a mesterilor locali, confera alaturi de celelalte monumente o nota distincta orasului Odobesti, fiind legata direct de dezvoltarea oraselor, de existenta unei populatii urbane. Biserica cu plan trilobat si trei turle cu acoperisuri în formă de bulb, atestată documentar în anul 1832, a fost construită de mesterul Serban Gurada. Pe acelasi amplasament a existat anterior un lăcas de cult din sec. XVIII.